# Rajd Dakar 1987

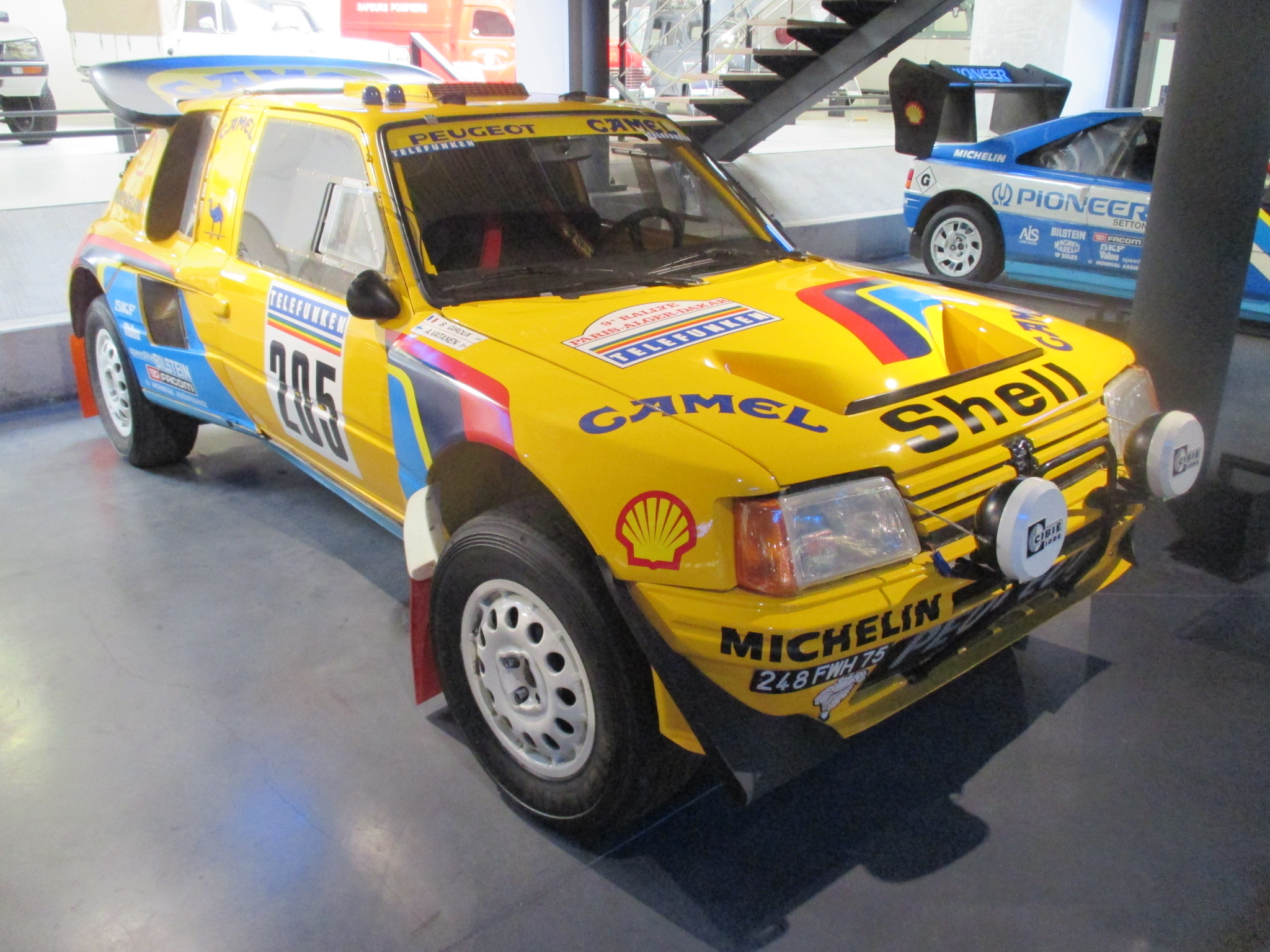
Peugeot 205 Turbo 16 Grand Raid - pojazd którym Ari Vatanen wygrał Rajd Dakar 1987 w kategorii samochodów.

Rajd Dakar 1987 (Rajd Paryż – Dakar 1987) – 9. edycja terenowego Rajdu Dakar, która odbyła się na trasie Paryż – Algier – Dakar. W klasyfikacji samochodów triumfował Fin Ari Vatanen. W klasyfikacji motocykli wygrał Cyril Neveu po tym, jak prowadzący w rajdzie Hubert Auriol uległ wypadkowi i złamał obydwie kostki. Wśród kierowców ciężarówek zwyciężył Holender Jan de Rooy. Rajd trwał między 1 stycznia a 22 stycznia. Trasa rajdu liczyła 13 000 km (w tym 8315 km odcinków specjalnych). Udział w rajdzie wzięło 539 zawodników.
W tym roku po raz pierwszy pojawiły się w rajdzie polskie obsady, które wystartowały w kategorii ciężarówek. Jelczańskie Zakłady Samochodowe przygotowały na tę imprezę dwa egzemplarze Jelcza S 442, które prowadzone były przez polsko-włoskie załogi. Żadna z nich jednak nie dotarła do mety.

## Trasa rajdu
| Etap   | Data        | Start                   | Meta                 | Łącznie km |
| ------ | ----------- | ----------------------- | -------------------- | ---------- |
| Prolog | ?           | Cergy                   | Pontoise             | 6,7        |
| 1      | 1 stycznia  | Wersal                  | Barcelona            | 1200       |
|        | 2 stycznia  | Przeprowadzka do Afryki |                      |            |
| 2      | 3 stycznia  | Algier                  | Ghardaja             | 623        |
| 3      | 4 stycznia  | Ghardaja                | El Golea             | 455        |
| 4      | 5 stycznia  | El Golea                | In Salah             | 679        |
| 5      | 6 stycznia  | In Salah                | Tamanrasset          | 819        |
| 6      | 7 stycznia  | Tamanrasset             | Arlit                | 705        |
| 7      | 8 stycznia  | Arlit                   | Arbre Thierry Sabine | 712        |
| 8      | 9 stycznia  | Arbre Thierry Sabine    | Dirkou               | 506        |
| 9      | 10 stycznia | Dirkou                  | Agadez               | 702        |
|        | 11 stycznia | Dzień przerwy           |                      |            |
| 10     | 12 stycznia | Agadez                  | Tahoua               | 518        |
| 11     | 13 stycznia | Tahoua                  | Niamey               | 600        |
| 12     | 14 stycznia | Niamey                  | Gao                  | 645        |
| 13     | 15 stycznia | Gao                     | Timbuktu             | 418        |
| 14     | 16 stycznia | Timbuktu                | Néma                 | 590        |
| 15     | 17 stycznia | Néma                    | Tidjikja             | 735        |
| 16     | 18 stycznia | Tidjikja                | Atar                 | 458        |
| 17     | 19 stycznia | Atar                    | Nawazibu             | 571        |
| 18     | 20 stycznia | Nawazibu                | Richard Toll         | 716        |
| 19     | 21 stycznia | Richard Toll            | Saint-Louis          | 357        |
| 20     | 22 stycznia | Saint-Louis             | Dakar                | 250        |

## Klasyfikacje końcowe

### Motocykle
| Miejsce                             | Motocyklista        | Marka  |
| ----------------------------------- | ------------------- | ------ |
| 1                                   | Cyril Neveu         | Honda  |
| 2                                   | Edi Orioli          | Honda  |
| 3                                   | Gaston Rahier       | BMW    |
| 4                                   | Franco Picco        | Yamaha |
| 5                                   | Carlos Mas          | Yamaha |
| 6                                   | François Charliat   | Honda  |
| 7                                   | Serge Bacou         | Yamaha |
| 8                                   | Thierry Charbonnier | Yamaha |
| 9                                   | Philippe Joineau    | Suzuki |
| 10                                  | Pierre Karsmakers   | Honda  |
| Rajd ukończyło 98 motocykli ze 154. |                     |        |

### Samochody
| Miejsce                             | Kierowca / pilot                       | Marka                           |
| ----------------------------------- | -------------------------------------- | ------------------------------- |
| 1                                   | Ari Vatanen / Bernard Giroux           | Peugeot 205 Turbo 16 Grand Raid |
| 2                                   | Patrick Zaniroli / Alain Lopes         | Range Rover                     |
| 3                                   | Kenjirō Shinozuka / Fenouil            | Mitsubishi Pajero               |
| 4                                   | Jean-Jacques Ratet / Michel Vantouroux | Toyota Land Cruiser             |
| 5                                   | Shekhar Mehta / Mike Doughty           | Peugeot 205 Turbo 16 Grand Raid |
| 6                                   | Klaus Seppi / Maurizio Arrivabene      | Mercedes 280 GE                 |
| 7                                   | Salvador Cañellas / Domenec Ferran     | Range Rover                     |
| 8                                   | Andrew Cowan / Johnstone Syer          | Mitsubishi Pajero               |
| 9                                   | Miguel Prieto / Ramon Termens          | Nissan Patrol                   |
| 10                                  | Joan Porcar / Rosendo Tourinan         | Range Rover                     |
| Rajd ukończyło 124 samochody z 312. |                                        |                                 |

### Ciężarówki
| Miejsce                            | Miejsce łącznie z klasyfikacją samochodów | Załoga                                      | Marka    |
| ---------------------------------- | ----------------------------------------- | ------------------------------------------- | -------- |
| 1                                  | 11                                        | Jan de Rooy / Geusens                       | DAF 360  |
| 2                                  | 28                                        | Karel Loprais / Krpec / Stachu              | Tatra    |
| 3                                  | 33                                        | Jiří Moskal / Joklik / Zalesk               | LIAZ     |
| 4                                  | 37                                        | Giorgio Villa / Giorgio Delfino             | Mercedes |
| 5                                  | 41                                        | Giacomo Vismara / Renato Pozzetto / Minelli | Mercedes |
| 6                                  | 47                                        | Georges Groine / Malferiol                  | Mercedes |
| 7                                  | 51                                        | Raphael Gimbre / Langlois                   | Mercedes |
| 8                                  | 53                                        | Léonard / Chambon                           | Mercedes |
| 9                                  | 56                                        | Dieker / Ketelaars                          | DAF 360  |
| 10                                 | 60                                        | Ferri / Baumgartner                         | Mercedes |
| Rajd ukończyło 25 ciężarówek z 73. |                                           |                                             |          |